# Chasmata di Oberon
Segue una lista dei chasmata presenti sulla superficie di Oberon. La nomenclatura di Oberon è regolata dall'Unione Astronomica Internazionale; la lista contiene solo formazioni esogeologiche ufficialmente riconosciute da tale istituzione.
I chasmata di Oberon portano i nomi di personaggi e luoghi delle opere di William Shakespeare.

## Prospetto
| Chasma        | Eponimo                                                                                   | Latitudine | Longitudine | Diametro |
| ------------- | ----------------------------------------------------------------------------------------- | ---------- | ----------- | -------- |
| Mommur Chasma | Mommur - La foresta incantata su cui regna Oberon nel Sogno di una notte di mezza estate. | 16,3° S    | 323,5° E    | 537 km   |